# EA-2613
EA-2613, é um agente químico organofosforado sintético.  